# 拉佩路
拉佩路（rue de Lappe）是巴黎的一条街道，位于巴黎十一区，毗邻巴士底广场附近的罗盖特路（rue de la Roquette）。

## 历史
这条路开辟于1652年，以17世纪拥有这片菜园的主人杰拉德德拉佩命名。 
1830年，路易-菲利普一世访问这条路，受到居民欢迎，于是这条路改名为路易-菲利普路（rue Louis-Philippe），直到1867年下令改回原名。 
在19世纪，这条小路主要经营各种金属，锌、铜、铁等。但渐渐地，节庆活动接管了巴士底附近地区。来自布列塔尼、奥弗涅等地的移民定居于此。这条路陆续开设许多咖啡馆，酒吧，卡巴莱夜总会。 
现在，拉佩路仍然以夜生活闻名，是巴士底区的核心。